# Осада Форт-Крозона
Осада Форт-Крозона, Осада Эль-Леона — осада английскими и французскими войсками испанской крепости, построенной на полуострове Крозон близ Бреста, в 1594 году в рамках Восьмой (и последней) Религиозной войны во Франции («Войны трёх Генрихов») и Англо-испанской войны (1585—1604). Форт (по-испански «Эль-Леон») был хорошо укреплен и предназначался для несостоявшейся блокады Бреста. Однако к моменту начала осады гарнизон форта насчитывал всего 400 человек, против более чем 8-тысячной франко-английской армии маршала Жана VI д’Омона и Джона Норрейса. С 1 по 7 октября форт подвергся массивной бомбардировке, в ходе последовавшего штурма большая часть испанского гарнизона, отказавшего от капитуляции, была убита.
Самюэль де Шамплен и Мартин Фробишер, два первых исследователя Канады, участвовали в этой осаде и, вероятно, встречались. Фробишер был смертельно ранен в этой осаде.
Падение форта означала провал испанских надежд на использование Бреста в качестве отправной точки для вторжения в Англию.